# Herb Winsen
Herb Winsen przedstawia stojącego na dwóch tylnych łapach, zwróconego w prawo złotego (żółtego) lwa, z czerwonymi pazurami i czerwonym językiem na niebieskim polu, który jest otoczony ośmioma czerwonymi sercami.